# Chloropoea usagarae
Chloropoea usagarae är en fjärilsart som beskrevs av Otto Staudinger 1891. Chloropoea usagarae ingår i släktet Chloropoea och familjen praktfjärilar. Inga underarter finns listade i Catalogue of Life.